# Lindsey Vonn
Lindsey Caroline Vonn (nacida Lindsey Kildow, Saint Paul, 19 de octubre de 1984) es una deportista estadounidense que compitió en esquí alpino; campeona olímpica en Vancouver 2010, dos veces campeona mundial y ganadora del Premio Laureus y del Premio Príncipe de Asturias de los Deportes.

## Biografía

### Trayectoria deportiva
Empezó a practicar el esquí con tres años. A los doce años se mudó con su familia a Vail (Colorado), donde tuvo mejores condiciones para entrenar. En 1999 disputó su primera carrera del circuito de la FIS.
Participó en cuatro Juegos Olímpicos de Invierno, entre los años 2002 y 2018, obteniendo en total tres medallas, dos en Vancouver 2010, oro en el descenso y bronce en el supergigante, y una de bronce en Pyeongchang 2018, en la prueba de descenso. Además, fue sexta en Salt Lake City 2002 (combinada) y séptima en Turín 2006 (supergigante). Una lesión de rodilla le impidió disputar los Juegos de Sochi 2014.
Ganó ocho medallas en el Campeonato Mundial de Esquí Alpino entre los años 2007 y 2019. En la Copa del Mundo consiguió 82 victorias y 138 podios en total. Ganó la clasificación general de la Copa del Mundo en cuatro ocasiones: 2008, 2009, 2010 y 2012.
Se retiró de la competición en 2019, después de ganar su novena medalla en el Campeonato Mundial.
Fue galardonada con el premio Skieur d’Or (2009), el Premio Laureus a la Mejor Deportista Femenina del Año (2011) y el Premio Príncipe de Asturias de los Deportes (2019).
En 2019 recibió el Premio Laureus Spirit of Sport en reconocimiento a toda su carrera, y en 2021 fue aceptada como miembro de la Academia Laureus. En su país fue nombrada «Deportista femenina del año» por el Comité Olímpico Estadounidense en 2009 y 2010 y recibió el Beck International Award de U.S. Ski & Snowboard en 2012.

### Trayectoria extradeportiva
Durante las temporadas de competición, solía residir en Austria, por lo que habla fluidamente el alemán. Tiene una compañía de producción, y lanzó la iniciativa Lindsey Vonn Foundation para apoyar a niñas de comunidades marginadas.
En 2022 el New York Times publicó sus memorias Rise: My Story, que llegó a ser un superventas.
Estuvo casada con el esquiador Thomas Vonn entre 2007 y 2013. Posteriormente, mantuvo relaciones sentimentales con el golfista Tiger Woods (2013-2015) y con el jugador de hockey P. K. Subban (2018-2020).

## Palmarés internacional
| Juegos Olímpicos   | Juegos Olímpicos                   | Juegos Olímpicos  | Juegos Olímpicos |
| Año                | Lugar                              | Medalla           | Prueba           |
| ------------------ | ---------------------------------- | ----------------- | ---------------- |
| 2010               | Vancouver (Canadá)                 | Medalla de oro    | Descenso         |
| 2010               | Vancouver (Canadá)                 | Medalla de bronce | Supergigante     |
| 2018               | Pyeongchang (Corea del Sur)        | Medalla de bronce | Descenso         |
| Campeonato Mundial |                                    |                   |                  |
| Año                | Lugar                              | Medalla           | Prueba           |
| 2007               | Åre (Suecia)                       | Medalla de plata  | Descenso         |
| 2007               | Åre (Suecia)                       | Medalla de plata  | Supergigante     |
| 2009               | Val d’Isère (Francia)              | Medalla de oro    | Descenso         |
| 2009               | Val d’Isère (Francia)              | Medalla de oro    | Supergigante     |
| 2011               | Garmisch-Partenkirchen (Alemania)  | Medalla de plata  | Descenso         |
| 2015               | Vail/Beaver Creek (Estados Unidos) | Medalla de bronce | Supergigante     |
| 2017               | Sankt Moritz (Suiza)               | Medalla de bronce | Descenso         |
| 2019               | Åre (Suecia)                       | Medalla de bronce | Descenso         |